# Chiesa di San Rocco (Brescia)
La chiesa di San Rocco è una chiesa di Brescia, situata sul lato sud di via Capriolo, a metà fra i crocevia con Via Francesco Lana e vicolo Due Torri. Fondata nel Cinquecento dopo un'epidemia di peste, la chiesa si è nei secoli arricchita di opere d'arte fino alla soppressione, avvenuta nel 1797. Fortunatamente, l'edificio non viene riutilizzato per usi impropri e viene ceduto alla parrocchia di San Giovanni, che ne mantiene il decoro. Sede di varie fondazioni tra l'Ottocento e il Novecento, è oggi utilizzata dalla Caritas parrocchiale di San Giovanni. L'interno della chiesa conserva parte delle originali decorazioni e tutti gli originali altari, privati però delle tele che un tempo li arricchivano.

## Storia
La chiesa viene costruita alla fine del Cinquecento per volere della Confraternita di San Rocco, nata in seguito a un'epidemia di peste verificatasi nel 1577. La chiesa venne pertanto dedicata a San Rocco, tradizionale protettore degli ammalati. Il piccolo luogo di culto, semplicemente ricavato all'interno di un edificio residenziale di epoca medievale, viene nel tempo mantenuto e impreziosito dai membri della confraternita, finché nel 1797 viene soppresso e ceduto alla vicina chiesa di San Giovanni. Rimanendo all'interno di proprietà ecclesiastiche, l'edificio non decade in usi impropri, mantenendo così gran parte delle sue ricchezze artistiche originali. Nel 1803 diventa la sede della "Scuola di Carità di San Rocco", destinata all'istruzione delle donne povere del quartiere. L'istituzione, che rimarrà attiva fino alla fine dell'Ottocento, viene affidata alle suore di un vicino istituto scolastico.
Nel 1918 la chiesa torna a svolgere il ruolo di sede di un'associazione, questa volta della "Scuola della Buona Massaia", nata per la preparazione delle giovani agli impegni della famiglia, dalla quale avrà origine l'Istituto Pro Familia, ancora oggi attivo con sede in via Calatafimi. La chiesa viene infine sconsacrata alla metà del Novecento. Attualmente, l'edificio è sede della Caritas parrocchiale di San Giovanni, che la utilizza come punto di distribuzione di abiti per i bisognosi.

## Struttura e opere
La facciata è assolutamente anonima: la chiesa infatti, fu ricavata all'interno di un normale edificio abitativo popolare e la sua presenza è tradita solamente da una finestra a lunetta, inconsueta nell'edilizia residenziale. Ai lati dell'ingresso, due lapidi ricordano la fondazione, avvenuta all'interno della chiesa, "Scuola di Carità di San Rocco" nel 1803 e della "Scuola della Buona Massaia" nel 1918.
L'interno della chiesa è ad aula unica coperta da una volta a botte, originariamente dipinta da Agostino Avanzo e Gian Giacomo Barbelli, che vi lavorarono nel Seicento dipingendovi episodi della vita del santo titolare. Oggi, la decorazione è in gran parte perduta e sopravvive solo sulla parete di fondo del presbiterio, dove si trova un affresco con motivi prospettici di un'abside illusoria alla quale è annessa l'ancona dell'altare maggiore, in marmo venato di rosso e bianco. La soasa è oggi vuota, ma un tempo ospitava una Madonna con i santi Martino e Rocco di Grazio Cossali. Sulla volta del presbiterio, invece, è affrescato un altro esercizio prospettico con la presenza illusoria di una cupola fortemente scorciata, nella cui immaginaria lanterna si inserisce la colomba, simbolo dello Spirito Santo, entro una luminosa raggiera. Della struttura originaria sopravvive anche l'arco santo, decorato nell'intradosso con motivi vegetali a monocromo, oltre il quale, nello spazio della navata, si prolunga la volta a botte. Lungo quest'ultima si trovano ancora numerosi frammenti dell'originale decorazione seicentesca.
Alle pareti, invece, sono ancora presenti gli antichi altari laterali, comunque privi delle tele e delle statue che li ornavano, ad esempio la Flagellazione di Cristo di Francesco Bernardi e la statua della Vergine Maria della Speranza. Tra le opere più significative un tempo presenti nell'edificio vi è la Sacra Conversazione del Romanino, eseguita tra il 1510 e il 1513 e donata alla chiesa all'inizio dell'Ottocento dalla nobile Flaminia Monti della Corte. La pala rimase in loco fino alla metà del Novecento quando, sconsacrata la piccola chiesa, venne trasferita nella chiesa di San Giovanni.